# Ratajczyce
Ratajczyce (biał. Ратайчыцы, Ratajczycy; ros. Ратайчицы, Ratajczicy) – wieś na Białorusi, w obwodzie brzeskim, w rejonie kamienieckim, w sielsowiecie Ratajczyce.

## Historia
W XIX i w początkach XX w. położone były w Rosji, w guberni grodzieńskiej, w powiecie brzeskim. Siedziba zarządu gminy Ratajczyce.
W dwudziestoleciu międzywojennym leżały w Polsce, w województwie poleskim, w powiecie brzeskim. Siedziba zarządu gminy Ratajczyce. W 1921 miejscowość liczyła 261 mieszkańców, zamieszkałych w 61 budynkach, w tym 254 Rusinów i 7 Polaków. 254 mieszkańców było wyznania prawosławnego i 7 rzymskokatolickiego.
Podczas II wojny światowej cztery osoby z Ratajczyc padły ofiarą zbrodni katyńskiej. Policjanci z posterunku w Ratajczycach st. post. Jan Chyliński, st. post. Józef Kalasanty Kozioł i post. Aleksander Kulesza zostali zamordowani przez sowietów w Kalininie. Wincenty Orłowski, urzędnik Urzędu Gminy Ratajczyce, znajduje się na Białoruskiej Liście Katyńskiej.
Po II wojnie światowej w granicach Związku Sowieckiego. Od 1991 w niepodległej Białorusi.